# غريغوري رابوتا
غريغوري رابوتا (الروسية: Рапота, Григорий Алексеевич) (و. 1944 – م) هو سياسي من روسيا ولد في موسكو.